# قاونداويات
القاونداويات (الاسم العلمي: Halcyones) هي رتيبة من الطيور تتبع طائفة الطيور من شعبة الحبليات.

## فصائل
- المطموطية